# Kurucowie

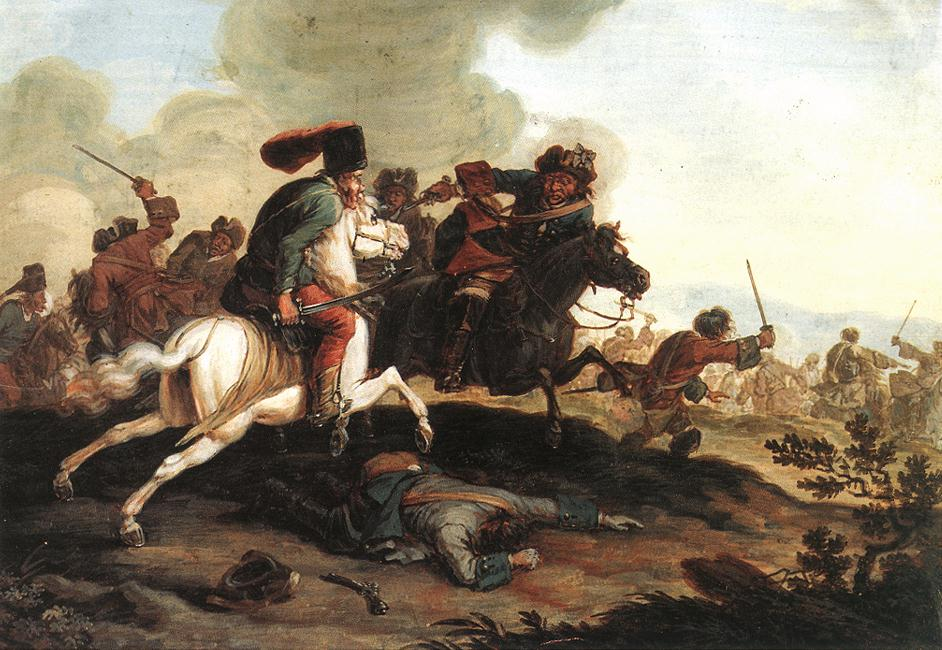
Kuruc w pojedynku z labancem na obrazie Georga Philippa Rugendasa

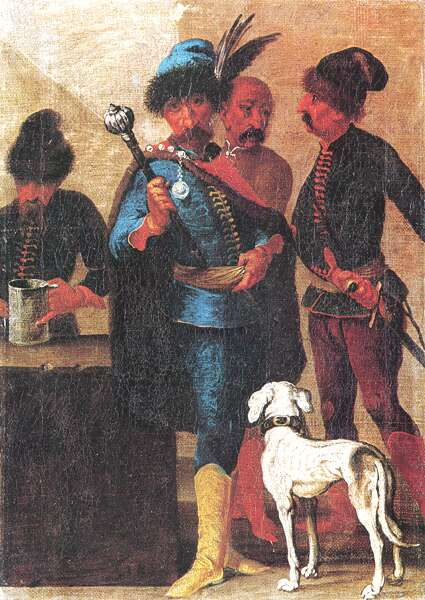
Typy kuruców

Kurucowie, kurucy (węg. kurucok) – zbrojni chłopscy powstańcy występujący na Węgrzech przeciw panowaniu Habsburgów. Główne wystąpienia kuruców to powstanie Thökölyego (1672) i Rakoczego (1703–1711).
Ich wojska składały się przede wszystkim z węgierskich zbiegłych chłopów pańszczyźnianych, w mniejszym stopniu z ludności zależnej innych narodowości (głównie słowiańskich).

## Nazwa
Według XVIII-wiecznego uczonego węgierskiego Mátyása Béla, określenia kuruc użyto po raz pierwszy w 1514 w odniesieniu do zbrojnych chłopów dowodzonych przez György Dózsę. Bél przypuszczał, że słowo to pochodzi od łacińskiego cruciatus, czyli krzyżowiec, co miało łączyć się z faktem, że powstanie Dozsy rozwinęło się z oficjalnie przygotowywanej krucjaty przeciw napadającym na ziemie węgierskie Turkom.
Współcześnie językoznawcy nie akceptują hipotezy Béla, gdyż nazwa ta pojawiła się dopiero około 1660 w formach kurus, kuroc lub kurudsch, i jest nieznanego pochodzenia. Pierwotne znaczenie słowa to rebeliant, powstaniec, dysydent.
Poza tym znaczenie jego ulegało pewnej zmianie w różnych okresach. Na przykład w 1671 pasza Meni, bejlerbej Egeru, używał go dla określenia uchodźców (głównie szlacheckiego pochodzenia) z terytorium dawnego Królestwa Węgier. Wkrótce potem określenie to spopularyzowało się i w latach 1671–1711 występowało w tekstach pisanych po węgiersku lub turecku dla oznaczenia wszelkiego rodzaju rebeliantów z obszaru Węgier i północnego Siedmiogrodu walczących przeciwko władzy Habsburgów.
Uczestnicy pierwszego powstania kuruców sami siebie nazywali bújdosók (zbieg, uciekinier). Nie używał tego określenia także Franciszek II Rakoczy, przywódca ostatniego powstania kuruców.
Przeciwstawny termin, rozpowszechniony po 1678, to labancowie, pochodzący od węgierskiego „lobonc” (dosłownie „długie włosy”), co nawiązywało do peruk noszonych w wojsku i administracji austriackiej. Ogólnie oznaczało ono Austriaków oraz ich (nie tylko węgierskich) stronników.